# Rhinopoma microphyllum
Rhinopoma microphyllum är en fladdermusart som först beskrevs av Morten Thrane Brünnich 1782.  Rhinopoma microphyllum ingår i släktet klaffnäsor, och familjen Rhinopomatidae. IUCN kategoriserar arten globalt som livskraftig. Inga underarter finns listade i Catalogue of Life. Wilson & Reeder (2005) skiljer mellan fyra underarter.

## Utseende
Arten når en kroppslängd (huvud och bål) av 59 till 90 mm och har en ungefär lika lång svans. Vingspannen är 170 till 250 mm och vikten varierar under den aktiva tiden (våren till hösten) mellan 6 och 14 g. Den mjuka pälsen har på ovansidan en gråbrun till mörkbrun färg och undersidan är allmänt ljusare. Hos Rhinopoma microphyllum är huvudet, bakre delen av buken och stjärten naken. Liksom hos andra klaffnäsor liknar näsans öppningar smala springor. De stora öronen är på hjässan sammanlänkade med en hudremsa.
Med lagrad fett väger hanar före vintern 40 till 45 g och honor ungefär 10 g mindre.

## Utbredning och habitat
Denna fladdermus har en större population i Sahelzonen i Afrika. Väster och öster om Sahara sträcker sig utbredningsområdet längre norrut till Marocko respektive Egypten, södra Syrien och Irak (även västra Arabiska halvön). En annan population förekommer i Asien från Afghanistan över Pakistan till Indien. Dessutom är olika fynd från Sydostasien dokumenterade (Bangladesh, Thailand, Sumatra) som indikerar att arten är vanlig där. Den vistas i låglandet och i bergstrakter upp till 1200 meter över havet. Rhinopoma microphyllum lever i torra områden där nederbörden är mindre eller lika 300 mm per år. Växtligheten är allmänt glest fördelad i utbredningsområdet.

## Ekologi
Individerna vilar främst i grottor och bildar där stora kolonier med några tusen medlemmar. En koloni i Mesopotamien bildades året 2005 av 20 000 individer. Andra viloplatser är bergssprickor, gruvor, tunnlar och byggnader (bland annat i Egyptens pyramider). Före den kalla årstiden lagras fett i kroppen.
Arten håller enligt IUCN ingen vinterdvala. Däremot beskriver en studie från Israel en koloni som vilade mellan oktober och februari på ett sätt som liknar vinterdvala. Individernas ämnesomsättning och andning (bara en gång under 15 till 30 minuter) var nedsatt. Å andra sidan var deras kroppstemperatur nästan lika som hos vakna djur på grund av att lufttemperaturen i grottan var 36 °C.
Rhinopoma microphyllum jagar flygande insekter som skalbaggar och flygande myror. I norra delar av utbredningsområdet sker parningen under våren. Efter cirka 18 veckor dräktighet föds i juni eller juli en enda unge. Den diar sin mor 6 till 8 veckor. Under andra levnadsåret blir ungen könsmogen.
När arten störs under vilotider viftar den med den fristående svansen som inte är omsluten av flygmembranen. Ungefär 2,5 till 2 timmar innan den börjar jaga är den vaken och nervös.

## Bildgalleri

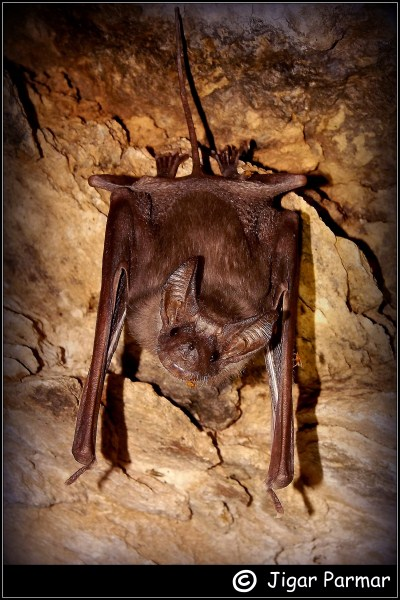